# Тюлькинское сельское поселение
Тюлькинское се́льское поселе́ние — муниципальное образование в Соликамском районе Пермского края Российской Федерации.
Административный центр — посёлок Тюлькино.

## История
Статус и границы сельского поселения установлены Законом Пермской области от 9 декабря 2004 года № 1884-410 «Об утверждении границ и о наделении статусом муниципальных образований Соликамского района Пермского края»

## Население
| 2010  | 2012  | 2013  | 2014  | 2015  | 2016  | 2017  |
| ----- | ----- | ----- | ----- | ----- | ----- | ----- |
| 3114  | ↗3124 | ↘3045 | ↘3008 | ↘2930 | ↘2903 | ↘2853 |
| 2018  |       |       |       |       |       |       |
| ↘2796 |       |       |       |       |       |       |

## Состав сельского поселения
| №  | Населённый пункт | Тип населённого пункта          | Население |
| -- | ---------------- | ------------------------------- | --------- |
| 1  | Бараново         | посёлок                         | 50        |
| 2  | Верхнее Мошево   | село                            | 168       |
| 3  | Ёскина           | деревня                         | 39        |
| 4  | Затон            | посёлок                         | 508       |
| 5  | Левина           | деревня                         | 36        |
| 6  | Нижнее Мошево    | деревня                         | 0         |
| 7  | Нижнее Мошево    | посёлок                         | 838       |
| 8  | Толстик          | деревня                         | 7         |
| 9  | Тюлькино         | деревня                         | 55        |
| 10 | Тюлькино         | посёлок, административный центр | ↘1331     |
| 11 | Усть-Вишера      | деревня                         | 9         |